# Beaugies-sous-Bois
Beaugies-sous-Bois ist eine französische Gemeinde mit 102 Einwohnern (Stand: 1. Januar 2022) im Département Oise in der Region Hauts-de-France (vor 2016 Picardie). Sie gehört zum Arrondissement Compiègne und zum Gemeindeverband Pays Noyonnais.

## Geografie
Beaugies-sous-Bois liegt im Pays Noyonnais etwa 46 Kilometer nordöstlich von Compiègne. Umgeben wird Beaugies-sous-Bois von den Nachbargemeinden Guiscard im Norden und Nordwesten, Guivry im Norden und Osten, Caillouël-Crépigny im Süden und Südosten sowie Maucourt im Westen und Südwesten.

## Bevölkerungsentwicklung
| Jahr                      | 1962 | 1968 | 1975 | 1982 | 1990 | 1999 | 2006 | 2013 |
| ------------------------- | ---- | ---- | ---- | ---- | ---- | ---- | ---- | ---- |
| Einwohner                 | 86   | 79   | 87   | 82   | 83   | 83   | 85   | 98   |
| Quelle: Cassini und INSEE |      |      |      |      |      |      |      |      |

## Sehenswürdigkeiten

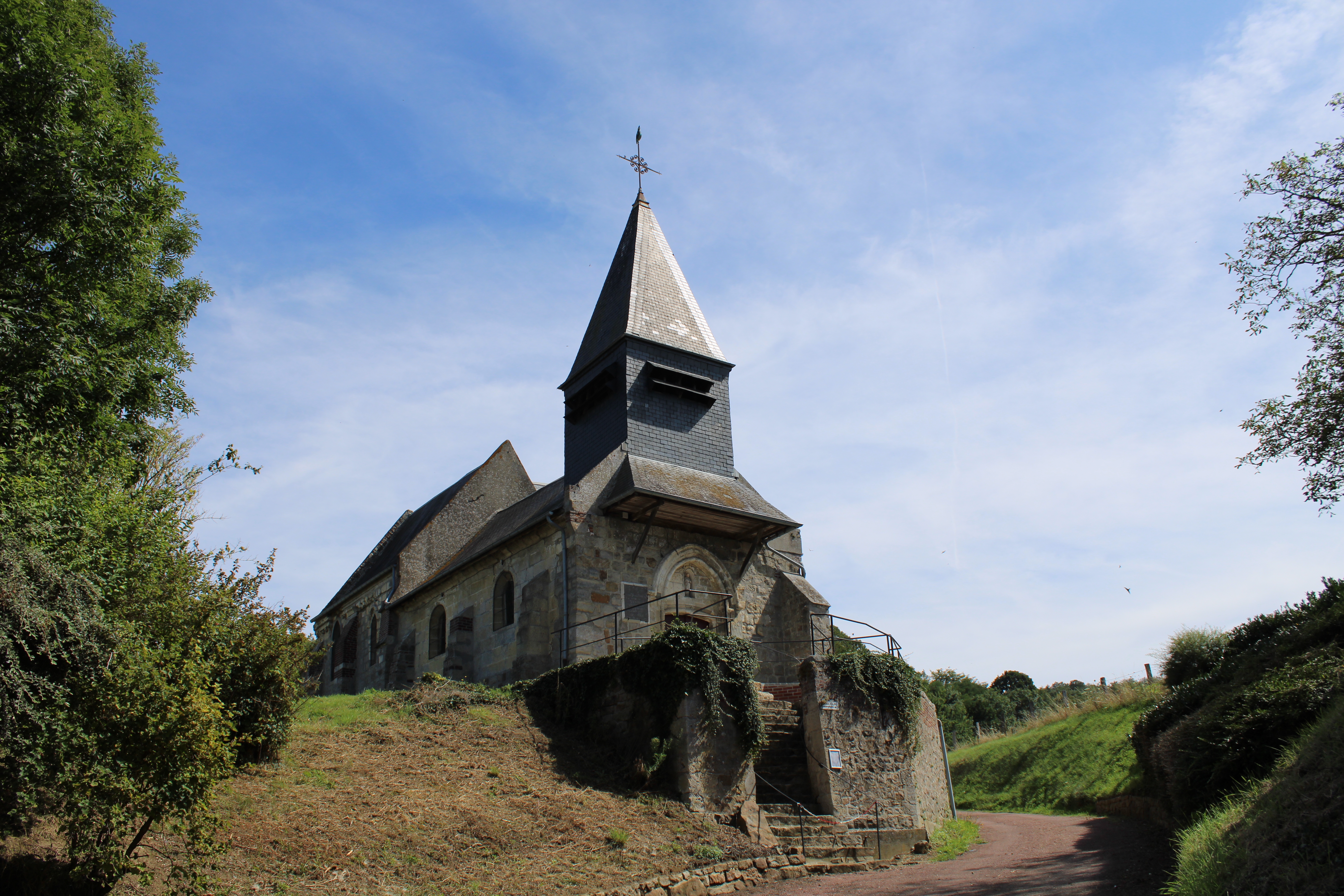
Kirche Notre-Dame

- Kirche Notre-Dame-de-l'Assomption (siehe auch: Liste der Monuments historiques in Beaugies-sous-Bois)